# Velika Gorica
Velika Gorica je město v Chorvatsku v Záhřebské župě, nedaleko letiště hlavního města. Velika Gorica spadá pod záhřebskou příměstskou oblast a v roce 2021 zde žilo 30 036 obyvatel (s okolím 61 075). Historicky se nachází v regionu Turopolje, je jeho přirozeným centrem.

## Název
Velika Gorica označuje v chorvatštině velkou horu, resp. pahorek. (gorica je deminutivum od chorv. slova gora, označující horu). Mezi historickými názvy se objevují např. i maďarský Nagygoricza nebo německý Gross-Gorica.

## Historie
V blízkosti dnešní Veliké Gorice se nacházela římská osada Andautonia, která byla založena v 1. století n. l. Archeologické průzkumy nicméně našly přítomnost kultury lovců a sběračů již z doby kamenné. 
První zmínky o městě jsou již z roku 1228. V roce 1278 je poprvé zmíněna chorvatsky Plemenita opčina turopoljska, neboli Turopoljská šlechtická obec. V roce 1610 zde vzniká i palác šlechty.
V 17. století, kdy existovalo turecké nebezpečí (roku 1593 Velikou Gorici vyplenili Turci), byla zbudována dřevěná budova radnice. Měla sloužit také pro obranu před případným útokem. Tu v 18. století potom nahradila radnice postavená z pálených cihel. 
Dříve byla okresním městem, nicméně na přelomu 19. a 20. století začal být její vývoj ovlivňován existencí nedalekého Záhřebu. V této době měla malá obec na dnešním hlavním náměstí koňský trh; kromě toho zde existoval také trh dobytčí. Společenský život zde byl ale na přelomu obou století značný. Působilo tu např. 14 různých společenských organizací, z nichž největší aktivitu vyvíjela Chorvatská čítárna založená roku 1885. Mapy druhého vojenského mapování z poloviny 19. století zde zaznamenaly Velkou Gorici a Malou Gorici jako dvě samostatná sídla hned vedle sebe; dodnes se jedné z místních lokalit říká Mala Gorica podle uvedeného rozdělení. Srůstání obou obcí je již patrné z map vojenského mapování třetího. Na místě dnešního jezera Čiče se nacházel les.

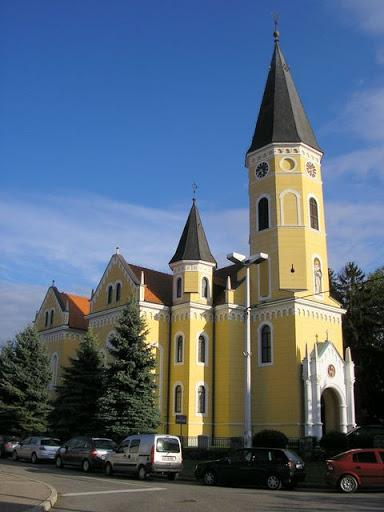
Kostel Nanebevstoupení Panny Marie ve Velké Gorici.

Na počátku minulého století měla Velika Gorica okolo tisíce lidí. Od roku 1901 až do roku 1937 vedla do Veliké Gorice koněspřežná tramvaj, která jej spojovala s lokalitou Novo Čiče, kde se nacházel průmyslový podnik. Slibný rozvoj města přerušila druhá světová válka.
V roce 1974 se Velika Gorica stala nakrátko i administrativní součástí Záhřebu. Značná část města byla přebudována do podoby panelového sídliště, obklopeného rodinnými domy. Postavena byla nová sídliště na dosavadních polích, např. sídl. Pionir, Galženica a další. Do roku 1990 byla sídlem općiny (v rámci Záhřebu), jejíž součástí bylo několik okolních vesnic (Kravarsko, Orle a Pokupsko). Samostatným městem je opět až od roku 1995, kdy se od chorvatské metropole odtrhla. V 90. letech 20. století byl přes území města vybudován magistrální plynovod.

## Kultura a zajímavosti

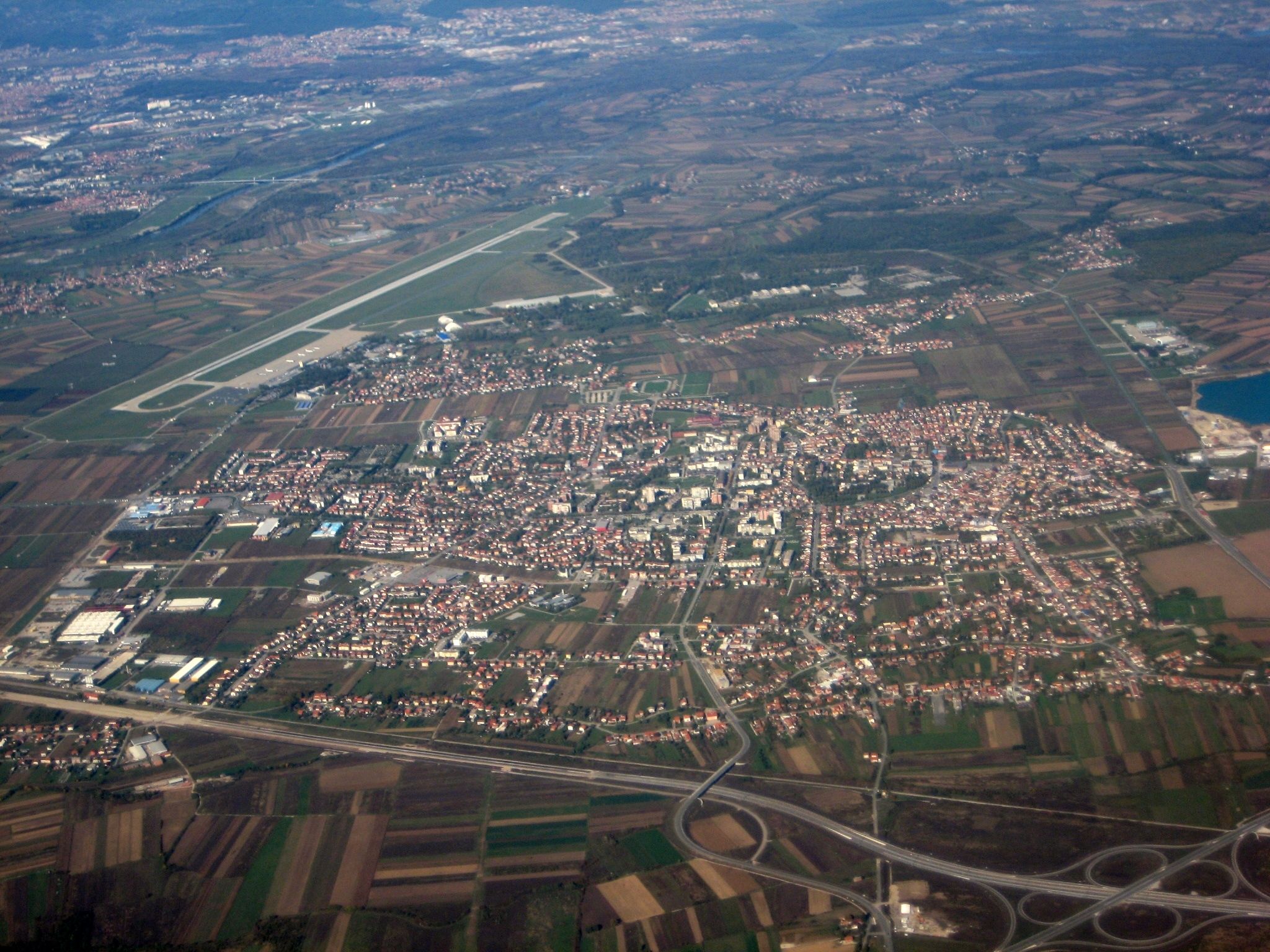
Letecký snímek města

Ve Veliké Gorici se nachází Turopoljské muzeum (chorvatsky Turopoljski muzej), které bylo založeno roku 1960. Město má také svoji knihovnu.
Ve městě stojí několik památníků připomínající události druhé světové války a potom také Chorvatské války za nezávislost.
Východně od města se nachází jezero Čiče.

## Doprava
Městem Velika Gorica prochází železniční trať Záhřeb–Sisak–Novska, která zajišťuje spojení města se Záhřebem. Díky tomu značný počet obyvatel Veliké Gorice může v chorvatské metropoli studovat a pracovat a pravidelně dojíždět mezi oběma městy. 
Severně od města vede dálnice A3 (jižní obchvat Záhřebu) a západně dálnice A11. Regionální silnice (D30 a D31) spojují Velikou Gorici také s městy Petrinja, Sisak nebo Glina. Severní obchvat města Velika Gorica potom tvoří čtyřproudá městská třída Jana Pavla II.
V severní části města se nachází záhřebské mezinárodní letiště Franjo Tuđmana (IATA: ZAG, IKAO: LDZA), které je hlavním vzdušným přístavem pro celé Chorvatsko. Leží zároveň asi 10 km jižně od Záhřebu. Letiště slouží také jako hlavní technické zázemí pro chorvatské aerolinie. V roce 2007 ho využilo celkem 1 992 455 cestujících.

## Školství
Ve Veliké Gorici stojí čtyři základní a čtyři střední školy. Nachází se zde také škola pro studium letecké dopravy.

## Známé osobnosti
- Nikola Hribar – stavitel
- Franjo Lučić – skladatel
- Jacques Houdek – zpěvák
- Ivana Banfić – zpěvačka
- Juraj Ćuk – historik